# Type 552 SNCB
Le type 552, à l'origine type 609 est un type d'autorail de la Société nationale des chemins de fer belges (SNCB) construit par l'Atelier central de Malines de la SNCB.

## Caractéristiques

### Caractéristiques générales
Long de 16 m, pesant 32,4 tonnes, cette version longue dispose d'une caisse similaire à celle du type 551, mais avec 6 rangées de sièges en plus. Cette caisse étant posée sur des bogies plutôt que sur deux essieux. Le moteur est identique au type 551 mais à motorisation identique, les 10 tonnes supplémentaires en réduisaient la performance d'autant. Aussi, ils furent cantonnés aux lignes à profil très facile. Leur vitesse maximum est de 55 km/h, à l'exception du 609.06 équipé d'une boîte de vitesses Cotal qui atteint 65 km/h.

### Motorisation
| Transmission        | mécanique                                  |
| ------------------- | ------------------------------------------ |
| Moteur              | diesel Brossel 6 D 120 B                   |
| Type                | 6 cylindres en ligne vertical (120x150 mm) |
| Puissance nominale  | 93 kW (127 ch) à 1 800 tr/min              |
| Masse               | 850 kg                                     |
| Boite de vitesse    | Brossel                                    |
| Type                | manuelle à quatre rapports                 |
| Nombre par véhicule | 1                                          |

## Historique
Classés dans le type 609 jusqu'au 15 mai 1941, ils deviennent alors le type 552 et sont munies d'un gazogène, lequel sera retiré en 1947, sans nouveau changement de numérotation.
Les six autorails sont retirés de la circulation le 30 septembre 1963. Aucun n'est conservé.
Leurs performances limitées pousseront à la création des autorails Type 553 combinant une caisse identique avec un moteur Brossel plus puissant, de 165 ch. 50 exemplaires seront produits en 1942.